# دالي أندرسون (لاعب هوكي الجليد)
دالي أندرسون هو لاعب هوكي الجليد كندي، ولد في 5 مارس 1932 في ريجاينا في كندا، وتوفي في 6 ديسمبر 2015.

## وصلات خارجية
- دالي أندرسون على موقع دوري الهوكي الوطني (الإنجليزية)
- دالي أندرسون على موقع EliteProspects.com (الإنجليزية)
- دالي أندرسون على موقع HockeyDB.com (الإنجليزية)
- دالي أندرسون على موقع Hockey-Reference.com (الإنجليزية)